# Veadeiro pampeano
Veadeiro pampeano är en hundras från Brasilien. Den är en jagande pariahund som också finns i Argentina och Uruguay. Man tror att den kan ha ursprung i den portugisiska podengon. Rasen är inte erkänd av Fédération Cynologique Internationale (FCI) men är nationell erkänd av den brasilianska kennelklubben Confederação Brasileira de Cinofilia (CBC).